# Aristonica
Aristonica (en grec antic: Ἀριστονίκα) va ser una pítia o endevina de l'oracle de Delfos, que va viure a l'època de les guerres mèdiques, cap al 480 aC.
Heròdot explica un oracle que va donar Aristonica quan una delegació de magistrats atenesos va anar a consultar-la davant de l'amenaça de l'Imperi Persa. Explica que la pítia va vaticinar la destrucció de Grècia i la mort dels seus habitants. Sorpresos i abatuts, els enviats atenesos no sabien què fer. Timó, una de les autoritats religioses de Delfos, els va aconsellar que tornessin a consultar l'oracle, però ara amb vestits de suplicant i portant branques d'oliver a la mà. Llavors Aristonica els contestà que havien de fer una muralla de fusta que seria inexpugnable, i que l'exèrcit de terra no esperés els atacs dels perses. Els enviats van posar l'oracle per escrit i arribant a Atenes van reunir el consell, que donava interpretacions diverses a la profecia. Finalment, Temístocles es va imposar, i va dir que l'oracle deia que s'havien de preparar per una batalla naval, perquè era això, i no construir «murades de fusta», el que es referia la pítia. Poc temps després, els atenesos obtenien una gran victòria naval sobre els perses a la batalla de Salamina.

Plutarc diu que Aristonica, igual que les píties i sibil·les més antigues, profetitzava en vers.